# Горан Трібусон
Горан Трібусон (Goran Tribuson; 6 серпня 1948, Беловар, СФРЮ, тепер Хорватія) — хорватський письменник, один з найпродуктивніших і найчитаніших прозаїків сучасної хорватської літератури, автор низки сценаріїв для кіно і телебачення; дійсний член Хорватської академії наук і мистецтв (2008).

## Біографія
Горан Трібусон закінчив філософський факультет Загребського університету, де захистив магістерську дисертацію з кінознавства. 
Почав публікуватися на початку 1970-х років, він є найяскравішим представником так званої «першої хвилі» хорватських фантастів (збірки оповідань «Змова картографів» / Zavjera kartografa, «Празька смерть» / Praška smrt, «Рай для собак» / Raj za pse, «Восьмий окуляр» / Osmi okular). Ранні оповідання письменника просякнуті містикою, їхня дія відбувається в центрально-європейському просторі. Вони базуються на інтертекстуальності, парадоксі й відкритих фіналах. 
На початку 1980-х років Трібусон звернувся до вибагливіших романних форм різних жанрових та стильових різновидів. У більш ніж 20 романах письменник змалював різні періоди життя та розвитку хорватського суспільства XX століття, часто з сильним генераційним та автобіографічним акцентом («Повільна капітуляція» / Polagana predaja, «Історія порнографії» / Povijest pornografije). До подібних же творів відносяться дві книги автобіографічних есеїв «Перші дні» (Rani dani, 1977) і «Трави і бур'яни» (Trava i korov, 1999). 
Другий цикл літературного доробку Трібусона складається з серії детективних романів, об'єднаних спільним головним персонажем Ніколою Баничем, колишнім поліцейським інспектором і приватним детективом. Це «кримі» від Трібусона разом із детективами Павла Павлічича позитивно сприйняті професійними критиками і є популярними у широкої читацької аудиторії.
На другому плані романів Горана Трібусона за інтересом до поп-культури та зосередженістю на невлаштованому особистому житті вимальовується непевність і незахищеність соціального середовища.
Непретензійний і впливовий у загребських колах, письменник є також добрим знавцем лексикографії, автором і редактором лексиконів.   
Горан Трібусон є професором Академії драматичного мистецтва у Загребі. Починаючи з 2000 року він є співробітником відділення літератури Хорватської академії наук і мистецтв, а від червня 2008 року — дійсний (повний) член Академії.